# Кут, Ричард, 1-й граф Белломонт
Ричард Кут, 1-й граф Белломонт (или Белламонт, англ. Richard Coote, 1st Earl of Bellomont ; 1636 - 5 марта 1700) — английский дворянин и колониальный губернатор. Родился в Ирландии, был сторонником Вильгельма III и Марии II, которых поддерживал в период Славной революции.
В 1695 году получил назначение на пост губернатора провинций Нью-Йорк, провинции Массачусетс-Бэй и Нью-Хэмпшир. Прибыл в Новый Свет лишь в 1698 году и большую часть своей службы провел в Нью-Йорке, в Массачусетсе провел чуть больше года и лишь две недели - в Нью-Хэмпшире. Его правление в Нью-Йорке ознаменовалось безуспешными переговорами с ирокезами по поводу их замирения с Новой Францией. 
Был крупным финансовым спонсором Уильяма Кидда, чье каперство позже перешло в пиратство. Белломонт организовал арест Кидда в Бостоне и его последующий суд и казнь.

## Ранние годы
Кут родился в Ирландии в 1636 году. Он был вторым сыном Ричарда Кута, третьего сына сэра Чарльза Кута и Мэри, дочери сэра Джорджа Сент-Джорджа. и унаследовал титул барона Кута. О молодости Кута мало что известно. В 1677 году он убил человека на дуэли из-за спора о симпатиях к некой леди. Однако в итоге Кут на ней не женился, и в 1680 году женился на Кэтрин, дочери Бриджес Нанфан. У них было два сына. 
После воцарения на престоле католика Якова II протестант Кут перебрался на континент и служил капитаном в голландской армии. Из-за присяги, которую его семья давала Карлу II, его отсутствие при дворе в конечном итоге привлекло внимание короля, и его вызвали в Лондон в 1687 году. Кут был одним из первых, кто присоединился к Вильгельму Оранскому во время Славной революции 1688 года, когда Вильгельм III и его жена Мария II взошли на трон. Он был вознаграждён за преданность назначением на должность финансового секретаря короля в 1689 году, эту должность он занимал до 1694 года. Это привлекло внимание парламента Ирландии. Его титульные земли были конфискованы, и король Вильгельм 2 ноября 1689 года предоставил ему титул графа Белломонта, выделив более 77 000 акров (31 000 га) конфискованных ирландских земель. Эти владения были оспорены и в конечном итоге отозваны королем. Он также стал губернатором округа Литрим.
Белломонт был членом парламента для Дройтвича с 1688 по 1695 год. В 1690-х годах он участвовал в попытках сына Якоба Лейслера очистить имя своего отца. Лейслер был лидером нью-йоркского мятежа против властей Доминиона Новой Англии. По прибытии Генри Слаутера в качестве губернатора Нью-Йорка Лейслера арестовали, судили и казнили за измену, а его имущество было конфисковано. Сын Лейслера Якоб-младший отправился в Англию, чтобы обсудить дело о восстановлении семейных владений. Белломонт заседал в парламентском комитете, который изучал доказательства, и выступил в парламенте в поддержку Ляйслера. Он категорически заявил, что Лейслер и его зять были «варварски убиты» по приказу Слаутера. Усилия Лейслера-младшего были успешными: парламент проголосовал за то, чтобы отменить восстановить права его семьи.

## Колониальный губернатор
Смерть в 1695 году сэра Уильяма Фипса сделала вакантным место губернатора провинции Массачусетс-Бэй. Колониальные агенты лоббировали назначение Уэйта Уинтропа или Джозефа Дадли, уроженцев колонии и потомков ее основателей, но король захотел видеть губернатором более лояльного себе человека и назначил Белломонта. Для контроля над всей Новой Англией он предоставил Белломонту также полномочия губернатора Нью-Хэмпшира и Нью-Йорка. Главной проблемой, с которой Белломонту предстояло столкнуться, были постоянные проблемы с пиратами, включая открытую торговлю с пиратами, которую вели Нью-Йорк и Род-Айленд. 

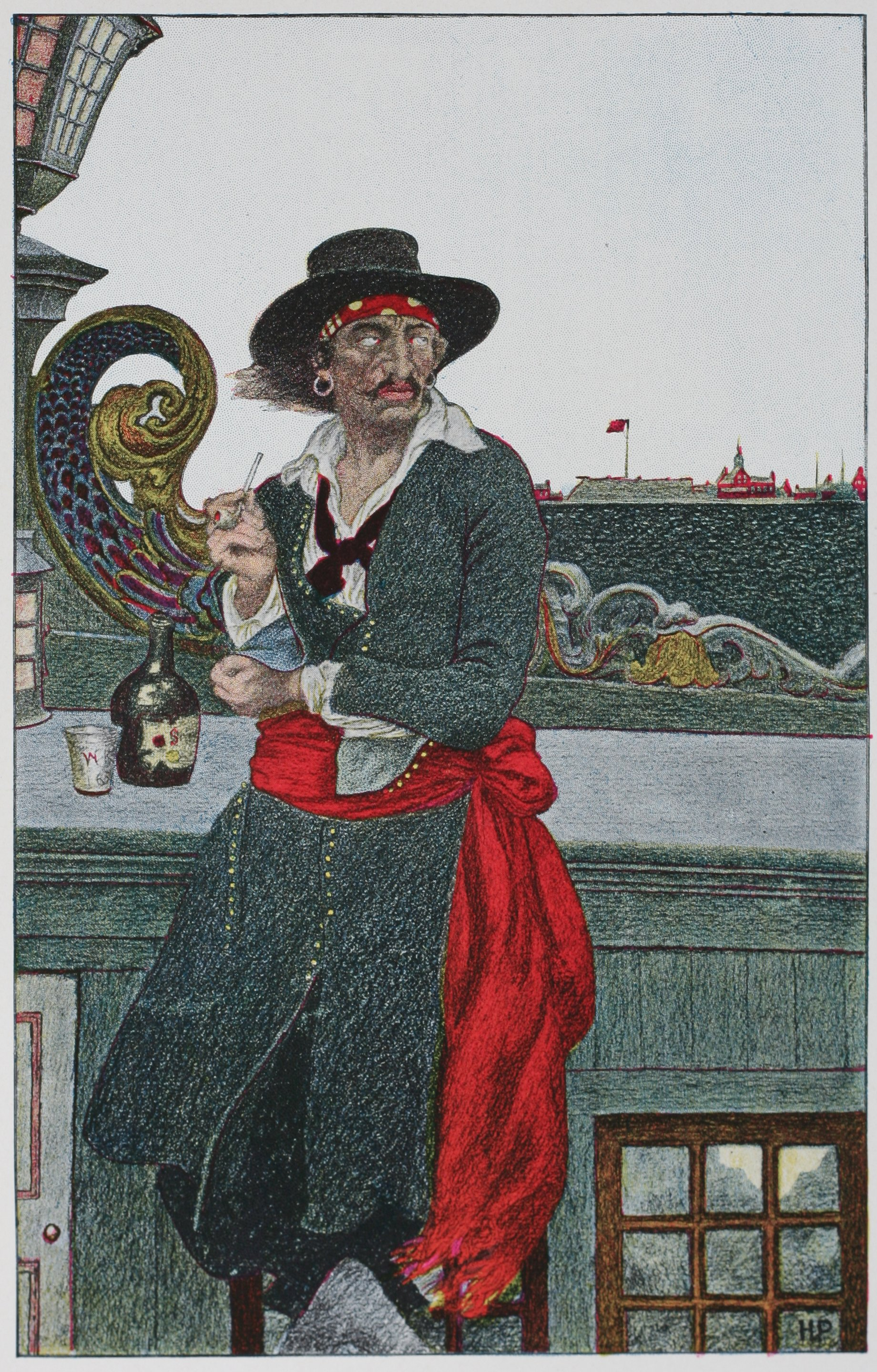
Уильям Кидд на палубе его корабля в гавани Нью-Йорка

В это время нью-йоркский колониальный агент Роберт Ливингстон предложил Белломонту нанять капера для борьбы с пиратством и рекомендовал ему Уильяма Кидда. Эта идея получила согласие короля, который выдал Кидду охранную грамоту. Белломонт собрал 6 000 фунтов стерлингов (включая 1000 фунтов стерлингов собственных денег и средств некоторых лордов адмиралтейства), чтобы снарядить корабль Кидда.

### Нью-Йорк
Белломонт отплыл в Нью-Йорк в конце 1697 года в сопровождении своей жены и ее двоюродного брата Джона Нанфана, который был назначен лейтенант-губернатором (заместителем) Нью-Йорка. Поездка была тяжелой, и корабль Белломонта был вынужден, спасаясь от бурь, добираться до Барбадоса, а затем отправился в Нью-Йорк. Белломонт прибыл в Нью-Йорк 2 апреля 1698 года. Стильное платье Белломонта, внешность и позитивные отношения с королем предрасполагали к нему ньюйоркцев, но он очень скоро столкнулся с трудностями и начал наживать врагов. 
Его попытки обеспечить соблюдение навигационных законов предсказуемо обратили торговцев против него. Эти попытки также встречали противодействие колониальных чиновников, чьи интересы больше касались торговли, чем служения короне. Губернатор вызвал гнев противников Ляйслера, добившись реализации акта о восстановлении прав его наследников. В его совете было так много оппозиционеров, что он в итоге исключил из него всех несогласных. Белломонт также одобрил эксгумацию останков Ляйслера и его зятя Милборна, которые были похоронены под виселицей, на которой их повесили. Он санкционировал надлежащее захоронение и обеспечил почетный караул из 100 солдат. 
Поддержка сторонников Ляйслера дорого обошлась Белломонту, не только с точки зрения политики в Нью-Йорке, но и в индейской дипломатии. Бенджамин Флетчер, предшественник Белломонта в должности, воспользовался длительным перерывом между назначением и прибытием Белломонта, чтобы сделать некоторые сомнительные земельные приобретения, включая сдачу в аренду объектов, обычно используемых губернатором, и покупку земель, на которых по-прежнему проживали ирокезы. Когда провинциальное собрание приняло закон, отменяющий эти акты, это предсказуемо разозлило ряд крупных землевладельцев . Земли на ирокезской территории принадлежали Годфридиусу Деллиусу, влиятельному пастору голландской реформатской церкви в Олбани, и ряду других влиятельных лиц. Они обратились в Торговый совет, и законопроект Белломонта так и не получил королевского согласия.

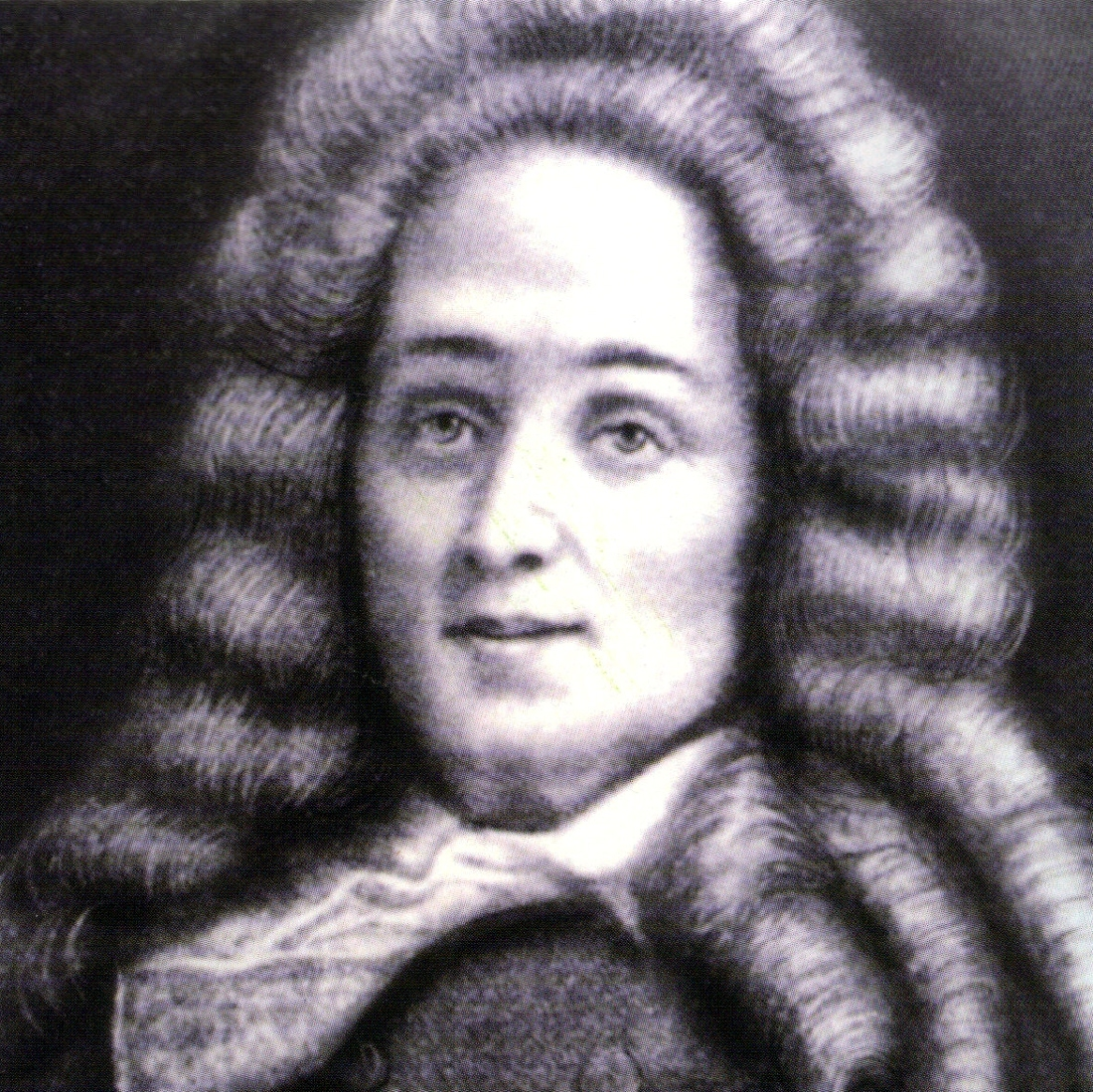
Луи-Гектор де Кайер был губернатором Новой Франции, когда Белломонт управлял Нью-Йорком

Белломонт отрицал, что Деллиус и его сторонники имеют важное значение для борьбы с ирокезами, что привело к потере опытных переговорщиков, имевших связи среди ирокезских вождей. Это повлияло на внутреннюю политику ирокезов, поскольку сторонники сотрудничества с англичанами потеряли влияние. 
После завершения войны между французами и англичанами в 1697 году французы продолжали вести войну с ирокезами (прежде всего через своих алгонкинских союзников в районе Великих озер) и наносили им значительный урон. Ирокезы искали помощи англичан в борьбе с французами, угрожая заключить мир с французами, если не получат поддержки. Белломонт и генерал-губернатор Новой Франции де Кайер утверждали, что покровительствуют ирокезам, и каждый отказался признать право другого. Когда Кайер вызвал вождей ирокезов в Монреаль для переговоров в 1699 году, Белломонт был предупрежден и успешно манипулировал ирокезами, чтобы те отказались от визита, а также отправил своего эмиссара в Монреаль и войска в Олбани под руководством лейтенанта-губернатора Нанфана. Английский эмиссар не сумел договориться с французами, а франкоязычные алгонкинцы совершили вторжения вглубь территории ирокезов в 1700 году. 
В переговорах с ирокезами Белломонт упускал из виду некоторые элементов, которые имели значения в ирокезских обычаях, в результате чего стороны не могли договориться. Белломонт посчитал, что переговоры с ирокезами прошли хорошо, хотя было заметно, что переговорщики от ирокезов были недовольны обсуждением. Губернатор пообещал им строительство форта в Онондаге и даже убедил законодательный орган предоставить 1000 фунтов стерлингов на его строительство, но ирокезы уклонились от принятия этого «дара» и так и не показали английским инженерам подходящие места для форта. Попытки Белломонта помешать ирокезам иметь дело с французами были нивелированы французскими военными успехами 1700 года, которые привели ирокезов к переговорам о мире.

### Массачусетс и Нью-Хэмпшир
В мае 1699 года Белломонт отправился в Бостон. Он провел 14 месяцев в Новой Англии в 1699 и 1700 годах, проведя несколько недель в Нью-Хэмпшире, а остальные - в Массачусетсе. В Массачусетсе к нему относились вежливо, но его попытки осуществить политику короны столкнулись с проблемами, как это было в Нью-Йорке. Ему отказали в жаловании от колониального законодательного органа, хотя «дар» в размере 1000 фунтов стерлингов, который он получил, был больше того, что обычно предоставлялось другим губернаторам провинции. Законодательный орган также неоднократно препятствовал реализации требований короны, и Белломонт направлял в Лондон послания по этому поводу. Он также политически выступал против лейтенанта-губернатора колонии Уильяма Стоутона, который был союзником Джозефа Дадли, уроженца Массачусетса, председательствовавшего на процессе над Якоба Лейслера. 
Вскоре после его прибытия в Бостон Белломонт организовал арест Уильяма Кидда. До колоний дошли слухи, что Кидд опустился до банального пиратства, и Белломонт и другими крупные инвесторы Кидда решили призвать его к ответственности. В ноябре 1698 года Адмиралтейство издало приказ всем колониальным губернаторам арестовать Кидда. Когда в июне 1699 года Белломонт получил сведения о местонахождении Кидда, он направил тому письмо, обещая помилование. Кидд ответил, что он прибудет, отправив часть своих сокровищ в подарок леди Белломонт, но она отказалась их принять.
После прибытия Кидда в Бостон 3 июля Белломонт потребовал от него письменного отчета о рейдах, который Кидд согласился предоставить утром 6 июля. Когда он этого не сделал, Белломонт выдал ордер на его арест. Он был арестован на пути к губернаторскому дому в тот же день. Кидд попытался договориться о своем освобождении, рассказывая о своих спрятанных сокровищах. Хотя часть сокровищ Кидда была найдена, он не смог купить себе свободу, и был отправлен в Лондон в апреле 1700 года, где его осудили и повесили. После разочарования в Кидде Белломонт отказался вести дела с каперами и пиратами, несмотря на то что ему предлагали до 5000 фунтов стерлингов за игнорирование их незаконной деятельности. 
Вопросы безопасности границ и торговля пиломатериалами доминировали в кратком правлении Белломонта в Новой Англии. Новая Англия была важным источником корабельных мачт для Королевского флота, и Совет торговли и Адмиралтейство стремились зарезервировать подходящие деревья для выгоды короны. В обеих провинциях он столкнулся с противостоянием местных торговцев, которых возмущали вторжения геодезистов на их земли для изъятия лучшей древесины.
В Нью-Хэмпшире спор о лесе был омрачен продолжающимися спорами между местными землевладельцами и лондонским торговцем Сэмюэлем Алленом, который приобрел территориальные претензии наследников основателя провинции Джона Мейсона и конфликтовал с местными землевладельцами. Аллен был назначен губернатором провинции в 1692 году, но прибыл в колонию лишь в 1698 году, чтобы проявить непосредственный интерес к своим земельным делам. Во время короткого визита Белломонта в Нью-Хэмпшир в июле-августе 1699 года Аллен попытался купить его поддержку. Аллен предложил брак своей дочери (с большим приданым) и сына Белломонта, но тот отказался от предложения.

### Отношения с абенаками

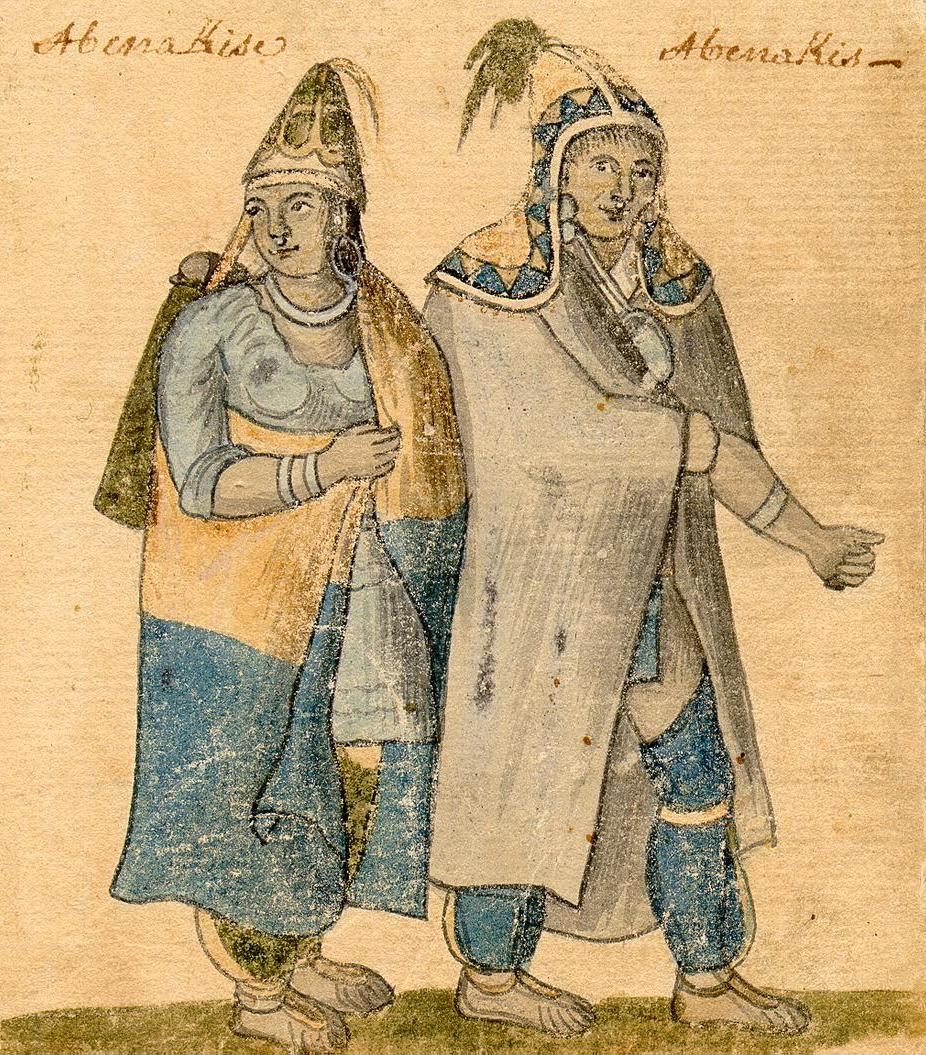
Индейцы абенаки

Пограничная ситуация, с которой столкнулся Белломонт в свое время в Массачусетсе и Нью-Хэмпшире, была не менее напряженной, чем в Нью-Йорке, так как индейцы абенаки северной Новой Англии не участвовали в договоре, закончившем войну короля Вильгельма. После войны они и поселенцы Мэна и Нью-Хэмпшира были крайне недоверчивы друг к другу. Абенаки чувствовали, что им угрожает английское посягательство на их земли, а поселенцы опасались возвращения к французским рейдам на свои поселения. Белломонт издал прокламации для распространения среди абенаков с заверениями об отсутствии у англичан планов по захвату их земель, но не смог этим ослабить напряженность. Одной из причин этого было наивное предположение губернатора, что проблема абенаков связана с тайной деятельностью французов, чьи миссионеры находились среди абенаков. Колониальный законодательный орган принял закон, запрещающий пребывание католиков (в том числе миссионеров) на территории провинции, которая включала и земли абенаков. Белломонт даже предпринимал бесплодные попытки убедить восточных абенаков мигрировать на запад, к ирокезам, но абенаки и ирокезы были историческими врагами. Несмотря на эти трудности, Белломонту удалось достичь неустойчивого мира с абенаками в январе 1699 года.
Отношения с абенаками были также осложнены вопросами суверенитета: абенаки считали себя суверенными, в то время как англичане считали их либо своими, либо французскими подданными. Так, обмен пленными между англичанами и абенаками был сорван из-за того, что Белломонт считал, что достаточно провести переговоры со своим коллегой в Квебеке, чтобы английские пленники были освобождены.

## Возвращение в Нью-Йорк и смерть
Белломонт вернулся в Нью-Йорк в 1700 году, где возобновил действия против пиратства и незаконной торговли. После встречи с ирокезами в Олбани в начале 1700/1 года он вернулся в Нью-Йорк, где скончался от подагры 5 марта 1700/01 года. Он был похоронен в часовне Форт-Уильяма. Когда форт был разобран, его останки были перемещены во двор сасовни Святого Павла.

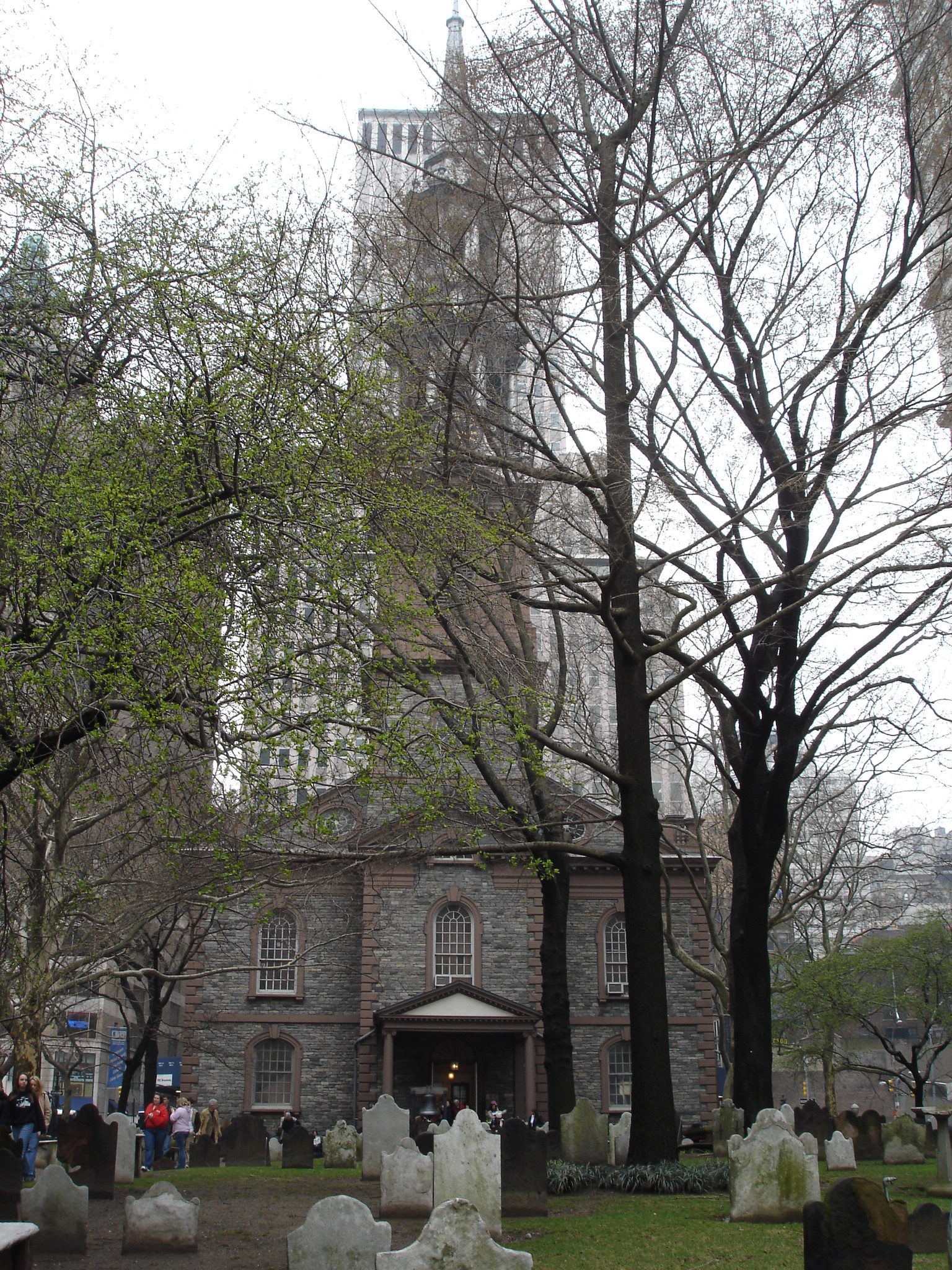
Часовня Святого Павла, где находится могила Белломонта

Лейтенант-губернатор Нанфан выступал в качестве губернатора Нью-Йорка до прибытия лорда Корнбери в 1702 году. 

## Семья и наследие
Старший сын Белломонта Нанфан Кут, 2-й граф Белломонт, вступил во владение имуществом отца. Его второй сын Ричард стал 3-м графом Белломонт после смерти своего старшего брата. Ричард не имел наследников мужского пола, и графский титул был утрачен, в то время как титул барона Кута был передан его двоюродному брату, сэру Чарльзу Куту, который позже также стал графом Белломонт. Он умер без наследников. и все титулы были ликвидированы.
Правление Белломонта в Нью-Йорке вспоминали с неприязнью. Один из его политических противников, отметив, что провинциальный долг существенно вырос во время его пребывания в должности, написал, что память о Белломонте «будет вонять в ноздрях всех хороших людей», а Роберт Ливингстон сообщил, что долг был «большим, чем я когда-либо видел». Личные дела Белломонта тоже были тяжелыми: его кредиторы (безуспешно) пытались не допустить отъезда его жены из провинции, чтобы заставить ее урегулировать долги мужа. Финансовые проблемы Белломонтов не были уникальными. Позже губернаторы (включая Нанфана и Корнбери) были арестованы по обвинению в финансовых махинациях по воле своих политических оппонентов. Проблемы долга Нью-Йорка не были решены до администрация Хантера в 1717 году.